# Cook Ridge
Cook Ridge ist ein größtenteils eisbedeckter Gebirgszug an der Oates-Küste des ostantarktischen Viktorialands. Er erstreckt sich parallel zur Westflanke des Paternostro-Gletschers in nordöstlicher Richtung bis zur Davies Bay. 
Erstmals besucht wurde er im März 1961 per Flugzeug von Teilnehmern der Australian National Antarctic Research Expeditions unter der Leitung von Phillip Law. Benannt ist er nach dem Geodäten David Cook, einem Teilnehmer der Forschungsreise.